# L'inquilino sospetto
L'inquilino sospetto (titolo originale Felo-de-se nell'edizione inglese o Death at the Inn nell'edizione americana), pubblicato in Italia anche con i titoli L'inquilino e Uno strano suicidio, è un romanzo poliziesco del 1937 dello scrittore inglese Richard Austin Freeman. È il diciottesimo romanzo della serie che ha come protagonista l'investigatore dottor John Thorndyke.

## Trama
Mortimer, un impiegato di banca della City, fa amicizia con uno dei clienti, John Gillum, proveniente dall'Australia e residente a Clifford's Inn, uno degli antichi Inn of court. Malgrado sia un uomo colto e intelligente, Gillum è un giocatore d'azzardo inveterato, e scommette, perdendo spesso, somme enormi. Mortimer nota che il suo conto si sta prosciugando a vista d'occhio; inoltre ha rapporti con individui equivoci ed effettua regolarmente grossi prelievi di contanti, che fanno supporre un ricatto. Quando, circa un anno dopo, un suo cugino viene a trovarlo dall'Australia, Gillum viene ritrovato in casa sua, morto da diversi giorni per avvelenamento da morfina. Un suicidio in apparenza indiscutibile, ma il cugino di Gillum intende scovare e denunciare il ricattatore e a questo scopo si rivolge al dottor John Thorndyke. Come sua abitudine, Thorndyke inizia una meticolosa indagine, che darà risultati sorprendenti.

## Personaggi principali
- Robert Mortimer - impiegato di banca
- John Gillum - colto gentiluomo australiano
- Abel Webb - ex commissario di bordo
- Dottor Augustus Peck - medico
- Arthur Benson - cugino di John Gillum
- Weech - portiere del Clifford's Inn
- Mr. Penfield - avvocato
- Mr. Snuper - investigatore privato
- Dottor John Evelyn Thorndyke - professore di medicina legale
- Polton - suo assistente di laboratorio
- Dottor Jervis - medico e socio di Thorndyke
- Anstey - avvocato, amico di Thorndyke
- Miller - Sovrintendente di Scotland Yard

## Critica
"Felo De Se contiene un lungo finale, in cui Thorndyke ricostruisce tutte le prove scientifiche contro l'assassino. Questa parte viene dopo la rivelazione dell'identità dell'assassino e delle sue azioni. L'effetto ottenuto è simile a quello del poliziesco invertito di Freeman. Come nei racconti invertiti, a questo punto conosciamo già lo schema base del delitto; vediamo ora tutte le tracce che il criminale si è lasciato dietro come prove. Questa parte ha un fascino notevole."

## Edizioni
- Richard Austin Freeman, L'inquilino, Milano, Mondadori, 1941.
- Richard Austin Freeman, L'inquilino sospetto, Il giallo economico classico, Roma, Newton Compton, 1996, ISBN 978-88-8183-387-0.
- Richard Austin Freeman, Uno strano suicidio, in Dr. Thorndyke, traduzione di Chiara Cirelli, Roma, Castelvecchi, 2014,  p. 473, ISBN 978-88-6826-400-0.